# Robert Bartnik
Robert Bartnik (1956 — 2022) foi um matemático australiano, professor da Universidade Monash, conhecido por suas contribuições ao estudo rigoroso da relatividade geral.

## Formação e carreira
Obteve o bacharelado e o mestrado na Universidade de Melbourne, com um PhD em matemática em 1983 na Universidade de Princeton, orientado por Shing-Tung Yau. Em 2004 foi eleito fellow da Australian Academy of Science, com a citação:

Professor Bartnik is renowned internationally for the application of geometric analysis to mathematical problems arising in Einstein's theory of general relativity. His work is characterised by his ability to uncover new and anticipated phenomena in space-time geometry, often employing sophisticated tools from linear and nonlinear partial differential equations as well as elaborate numerical computations. He has contributed greatly to our understanding of the properties of the Einstein equations and gravitation.

Seu trabalho com John McKinnon foi amplamente estudado na literatura da física. Eles mostram que há um conjunto discreto de soluções estáticas para as equações acopladas de Einstein/Yang-Mills que são geodesicamente completas e assintoticamente planas. Isso é interessante, uma vez que se sabe que tais soluções não existem nos casos das equações de vácuo de Einstein, nas equações de Einstein/Maxwell acopladas e nas equações de Yang-Mills. Embora o trabalho de Bartnik e McKinnon fosse numérico, seus fenômenos observados foram matematicamente justificados por Joel Smoller, Arthur Wasserman, Shing-Tung Yau e Joel McLeod.
Na literatura matemática, ele é conhecido por seu trabalho com Leon Simon na solução do problema de Dirichlet para curvatura média prescrita, no cenário de hipersuperfícies semelhantes a espaciais do espaço de Minkowski. Seu trabalho mais amplamente citado é o estudo geométrico e analítico da massa ADM. Ele mostra que é geometricamente definido pela construção de coordenadas "ótimas" assintoticamente planas, e dá uma extensão da prova de Edward Witten do teorema da energia positiva simétrica no tempo para o ajuste de spin de dimensão superior.
Foi professor visitante no Instituto de Estudos Avançados de Princeton em 1980-1981.
Foi palestrante convidado do Congresso Internacional de Matemáticos em Pequim (2002: Mass and 3-metrics of non-negative scalar curvature).

## Publicações selecionadas
- Robert Bartnik e Leon Simon. Spacelike hypersurfaces with prescribed boundary values and mean curvature. Comm. Math. Phys. 87 (1982), no. 1, 131–152. doi:10.1007/bf01211061
- Robert Bartnik. The mass of an asymptotically flat manifold. Comm. Pure Appl. Math. 39 (1986), no. 5, 661–693. doi:10.1002/cpa.3160390505
- Robert Bartnik e John McKinnon. Particlelike solutions of the Einstein-Yang-Mills equations. Phys. Rev. Lett. 61 (1988), no. 2, 141–144. doi:10.1103/PhysRevLett.61.141